# Villahermosa, Spanien
Villahermosa är en ort i Spanien.   Den ligger i provinsen Provincia de Ciudad Real och regionen Kastilien-La Mancha, i den centrala delen av landet, 200 km söder om huvudstaden Madrid. Villahermosa ligger 959 meter över havet och antalet invånare är 2 422.
Terrängen runt Villahermosa är platt. Runt Villahermosa är det mycket glesbefolkat, med 6 invånare per kvadratkilometer. Närmaste större samhälle är Infantes, 12,3 km väster om Villahermosa. Omgivningarna runt Villahermosa är i huvudsak ett öppet busklandskap.